# Marie-Louise Coidavid
Titre
Reine consort d'Haïti
28 mars 1811 – 8 octobre 1820
(9 ans, 6 mois et 10 jours)
Marie-Louise Christophe Melgrin, née Coidavid le 1er août 1778 à Ouanaminthe, morte le 14 mars 1851, reine d'Haïti ; épouse du roi Henri Christophe d'Haïti. Première et seule reine d'Haïti, elle succède à une impératrice. D'abord première-dame (1807-1811), elle est ensuite proclamée reine en même temps que la proclamation de son époux comme roi en 1811. Après la mort de son époux et de son fils, la monarchie est abolie obligeant Marie-Louise à quitter le pays avec ses deux filles. Elle mourut en Italie en 1851, 31 ans après la mort de son époux. 

## Biographie

### Mariage et Descendance
Marie-Louise est née dans une famille d'affranchis : son père est propriétaire d'un hôtel, l'Hôtel de la Couronne, au Cap-Haïtien. C'est là qu'elle rencontre le général Henri Christophe, dont elle devient la maîtresse en 1792.
En 1793, elle se marie avec lui au Cap-Haïtien.
Ils ont ensemble quatre enfants[réf. nécessaire] :
- François Ferdinand (1794-1814),
- Françoise-Améthyste (1798-1831),
- Athénaïs (1800-1839),
- Jacques-Victor Henri (1804-1820), Prince royal et Roi titulaire d'Haïti sous le nom d'Henri II.

### Reine d'Haïti

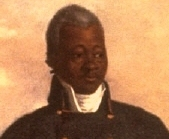
Henri Christophe, roi d'Haïti sous le nom d'Henri Ier.

En 1807, l'époux de Marie-Louise, Henri, devient président à vie d'Haïti. Marie-Louise devient donc Première dame. Durant le mandat de son époux, Marie-Louise se montre discrète jusqu'en 1811 lorsque son époux devient le roi Henri d'Haïti. Avec la création du royaume d'Haïti par son époux, Marie-Louise devient alors reine consort, elle demeure au palais Sans-souci construit par son époux dès le début de son règne. Les sœurs de Marie-Louise sont faites duchesses et ses frères sont faits ducs. Durant la période de la monarchie haïtienne, Marie-Louise en tant que reine organise plusieurs cérémonies officielles ainsi que plusieurs banquets au palais royal. Marie-Louise n'est pas une reine encombrante, elle n'aime pas la politique et ne se mêle pas des affaires de l'État. Lorsque la monarchie est proclamée en 1811, le fils d'Henri et Marie-Louise, Jacques-Victor Henri étant très jeune, si Henri venait à mourir la régence reviendrait à Marie-Louise. Mais Jacques-Victor Henri atteint la majorité avant la mort de son père.

### Fin de règne et exil
En 1820, une révolution éclate dans le royaume. Le roi Henri se suicide alors dans son palais, son fils Jacques-Victor Henri est proclamé roi titulaire d'Haïti sous le nom d'Henri II, mais il est capturé par les insurgés et pendu. Marie-Louise parvient à quitter le palais de Sans-souci avec ses filles et, sous la protection du président Jean-Pierre Boyer, elle quitte Haïti sur le navire anglais de l'amiral Home Riggs Popham. La rumeur parle d'un voyage pour récupérer des sommes d'argent déposées en Europe. Elle s'installe ensuite à Pise en Toscane. Elle visite Rome en 1828. Elle meurt en 1851 après avoir vainement sollicité, de la part des autorités haïtiennes, le droit de revenir dans son pays natal.

## Sources
- Marceau Louis,  Marie-Louise d'Haiti, Publié à Buenos Aires, Se, 1953, pages 2 à 18.